# Mary Thornycroft

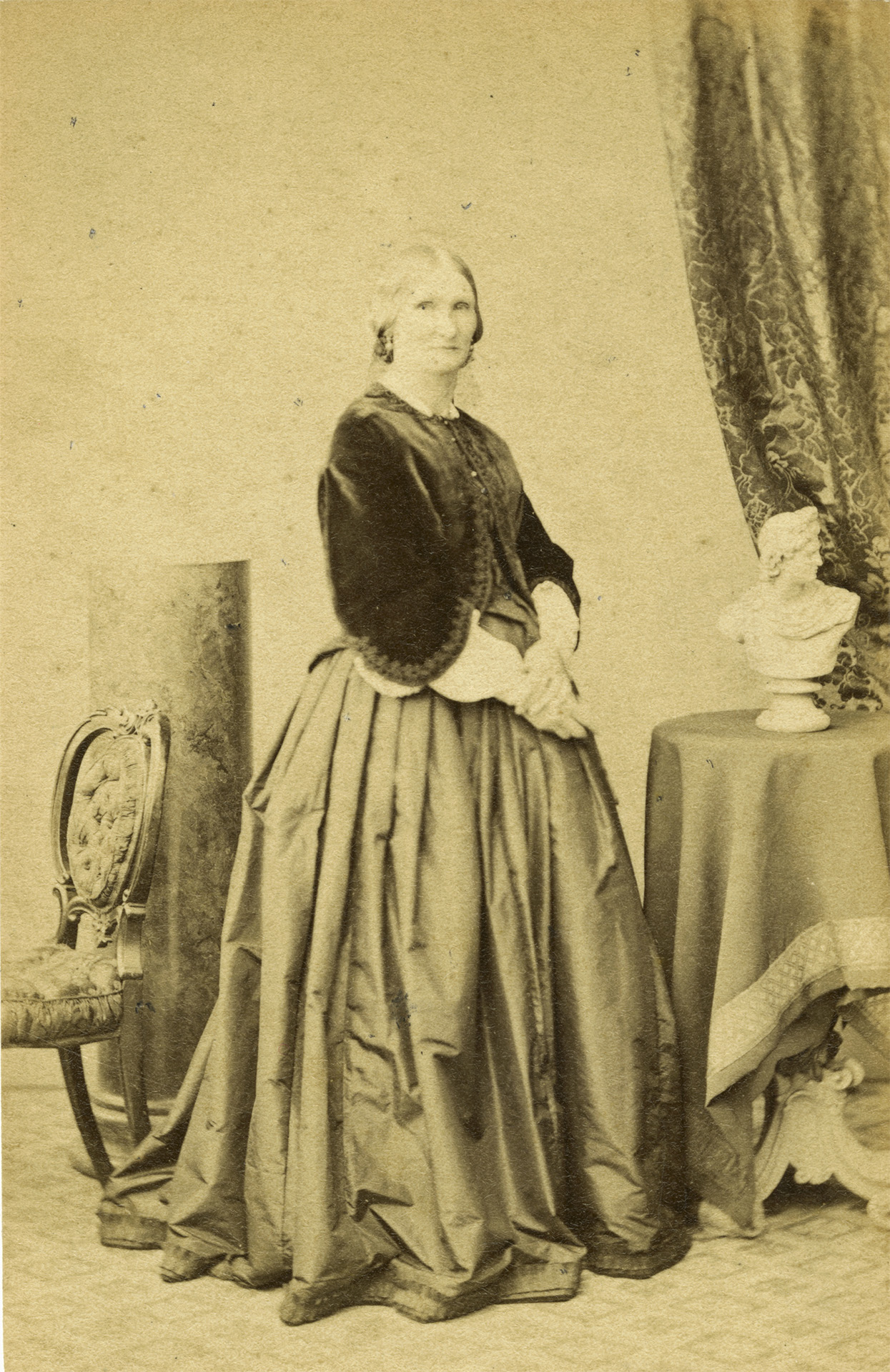
Mary Thornycroft (1864)

Mary Thornycroft (geborene Francis; * 1814 in Thornham; † 1. Februar 1895 in London) war eine englische Bildhauerin.
Thornycroft, eine Tochter des Bildhauers John Francis (1780–1861), modellierte schon in früher Jugend im Atelier ihres Vaters. Einige ihrer ersten Werke waren eine Penelope und ein Odysseus mit seinem Hund, den ersten größeren Erfolg hatte sie aber erst mit der Statue eines Blumenmädchens. 1842 reiste sie mit ihrem Mann Thomas Thornycroft (1815–1885) nach Rom, bildete sich unter Bertel Thorvaldsen und John Gibson noch weiter aus und schuf dort eine Sappho und ein schlafendes Kind. Nach ihrer Rückkehr wurde sie zunächst mit zahlreichen Porträtstatuen vom Hof beauftragt, so zum Beispiel mit einer Statue der Prinzessin Alice, die Kronprinzessin von Preußen, des Fürsten von Wales, Prinz Alfred und die fünf anmutigen Marmorstatuen der übrigen Prinzen und Prinzessinnen in Osborne House.
Thomas und Mary Thornycroft sind die Eltern des Ingenieurs John Isaac Thornycroft (1843–1928), der Bildhauerin und Malerin Alyce Thornycroft (1844–1906), der Malerin und Bildhauerin Helen Thornycroft (1848–1937), des Bildhauers Hamo Thornycroft (1850–1925) und der Malerin Theresa Thornycroft (1853–1947). Unter ihren Enkelkindern sind die Schiffbauingenieure John Edward Thornycroft (1872–1960) und Blanche Thornycroft (1873–1950), der Motorbootfahrer und zweifache Olympiasieger Thomas Thornycroft (1881–1955) und der Dichter Siegfried Sassoon (1886–1967).